# 馬格拉維特鄉
44°02′N 23°06′E / 44.033°N 23.100°E
馬格拉維特鄉（羅馬尼亞語：Comuna Maglavit, Dolj）是羅馬尼亞的鄉份，位於該國西南部，由多爾日縣負責管轄，面積80平方公里，海拔高度75米，2007年人口5,455，人口密度每平方公里68人。